# János Arany
János Arany (pronúncia em húngaro: [ˈjaːnoʃ ˈɒrɒɲ]), Nagyszalonta, 2 de março de 1817 — Budapeste, 22 de outubro de 1882) foi um jornalista, escritor, poeta e tradutor húngaro. É frequentemente chamado de "Shakespeare das baladas" – escreveu mais de quarenta baladas que foram traduzidas para mais de cinquenta línguas, assim como a Trilogia Toldi, para citar suas obras mais famosas.

## Biografia
Arany nasceu em Nagyszalonta, condado de Bihar, Hungria Real (atual Salonta, distrito de Bihor, Romênia). Era o caçula de dez filhos, mas devido aos casos de tuberculose na família, apenas dois deles viveram além da infância. No momento de seu nascimento, sua irmã mais velha Sára já era casada e seus pais, György Arany e Sára Megyeri, tinham 60 e 44 anos, respectivamente. János Arany aprendeu a ler e a escrever muito cedo, e foi relatado que sabia ler qualquer coisa que encontrasse em húngaro e latim. Arany começou a trabalhar com a idade de catorze anos como professor associado.
A partir de 1833 frequentou o Colégio Reformado de Debrecen, onde estudou alemão e francês. Logo ficou cansado da vida acadêmica e, temporariamente, se juntou a uma trupe de atores de teatro. Mais tarde, trabalhou em Nagyszalonta, Debrecen e Budapeste como professor, editor de jornal, e em diversas funções em escritórios.
Em 1840 se casou com Julianna Ercsey (1816-1885). Eles tiveram dois filhos, Julianna, cuja morte precoce por pneumonia arrasou o poeta, e László, que se tornou também um poeta e coletor de folclore húngaro.
Em 1845, ganhou a competição da Kisfaludy Társaság (uma sociedade literária) com seu escrito, "Az elveszett alkotmány" ("A constituição perdida", em português).
Depois que Toldi, uma de suas obras mais famosas, foi publicada, ele e Sándor Petőfi tornaram-se muito amigos (leia suas cartas: de Petőfi para János Arany e as respostas de Arany para Petőfi). A morte de seu amigo na Revolução húngara de 1848 teve um grande impacto sobre ele.
Arany foi contratado como professor em Nagykőrös, onde o museu local recebe hoje o seu nome. Foi eleito membro da Academia de Ciências da Hungria em 1858. Foi secretário-geral da Academia a partir de 1865. Além disso, foi eleito diretor da Sociedade Kisfaludy, a maior associação literária da Hungria.
A morte prematura de sua filha, Julianna, em 1865, marcou o início da lacuna de Arany como poeta. Ele não escreveu mais nenhuma peça original até o verão de 1877, quando começou a trabalhar em seu ciclo poético intitulado Őszikék. Őszikék é substancialmente diferente dos trabalhos anteriores de Arany, sobre temas como a velhice, ou a iminência da morte.
Arany morreu em Budapeste em 22 de outubro de 1882.

## Obras
Traduziu três dramas de Shakespeare para o húngaro, Sonho de Uma Noite de Verão, Hamlet e Rei João, e são consideradas algumas das melhores traduções para o húngaro da história; ele também ajudou outros tradutores húngaros com seus comentários, e traduziu obras de Aristófanes, Mikhail Lérmontov, Alexandre Pushkin e Molière.
A poesia épica de János Arany apresenta o lendário e o passado histórico de sua nação. A Morte do Rei Buda (1864), a primeira parte de uma projetada trilogia sobre os hunos, é um dos melhores poemas narrativos da literatura húngara. As outras partes da trilogia (Ildikó, e Príncipe Csaba) estão inacabadas.
Um de seus poemas mais famosos é 'A walesi bárdok' (Os bardos do País de Gales). Arany escreveu este poema quando Francisco José I da Áustria visitou a Hungria pela primeira vez, depois de derrotar a Revolução húngara de 1848. Originalmente Arany foi solicitado a escrever um poema para louvar o imperador, mas ele escreveu uma peça sobre as campanhas de Eduardo I de Inglaterra para subjugar os galeses e passar por cima de sua cultura. Arany quis traçar com isto um paralelo com o tratamento dado pela Áustria à Hungria e aos húngaros.
Seu poema Dante é um dos poucos poemas da literatura ocidental que pode captar de forma concisa todo o significado e a transcendência da vida humana (Peter Ustinov - ator britânico).
Arany hoje é considerado como um dos maiores poetas húngaros ao lado de Sándor Petőfi, Endre Ady, Miklós Radnóti e Attila József.

## Legado
A primeira monografia científica sobre Arany foi escrita por Frigyes Riedl.
O Arany-album, um álbum folk metal da banda húngara Dalriada é baseado em obras populares de Arany. Ele ganhou o prêmio HangSúly – Hungarian Metal Awards de 2009 concorrendo com setenta competidores.